# Mountain Dew
Mountain Dew (i reklamen ibland stiliserat som Mtn Dew) är en koffeinhaltig läskedryck med smak av citrus, tillverkad av PepsiCo, med ursprung i USA. Originalreceptet uppfanns 1940 av dryckestillverkarna Barney och Ally Hartman i Tennessee. Ett uppdaterat recept skapades 1951 av Bill Bridgforth. Rättigheterna till detta recept köptes av Tip Corporation i Marion, Virginia, som förfinade receptet och lanserade det 1961. Den 27 augusti 1964 köptes rättigheterna till Mountain Dew av Pepsi och distributionen av läsken ökade kraftigt i USA och Kanada.
Mountain Dew lanserades i Sverige 2013 och tillverkas av Carlsberg Sverige.

## Lansering i Sverige
Den 14 maj 2013 lanserade Hemberga brunn Mountain Dew i Sverige. Läsken var då begränsad till den ordinarie citrus-smaken.
Under våren 2014 togs produktionen av Mountain Dew i Sverige över av Carlsberg Sverige, som idag är den officiella distributören av drycken i landet. Mountain Dew är dock fortfarande begränsad till 50cl-flaska och 33cl-returburk. I början på sommaren 2016 lanserades Mountain Dew Game Blast i Sverige och såldes till en början endast på Hemmakväll i 50cl-flaska. Game Blast liknar Game Fuel till utseendet och till smaken. I mitten av 2017 lanserades No Sugar, en sockerfri variant av originalet.

## Bilder

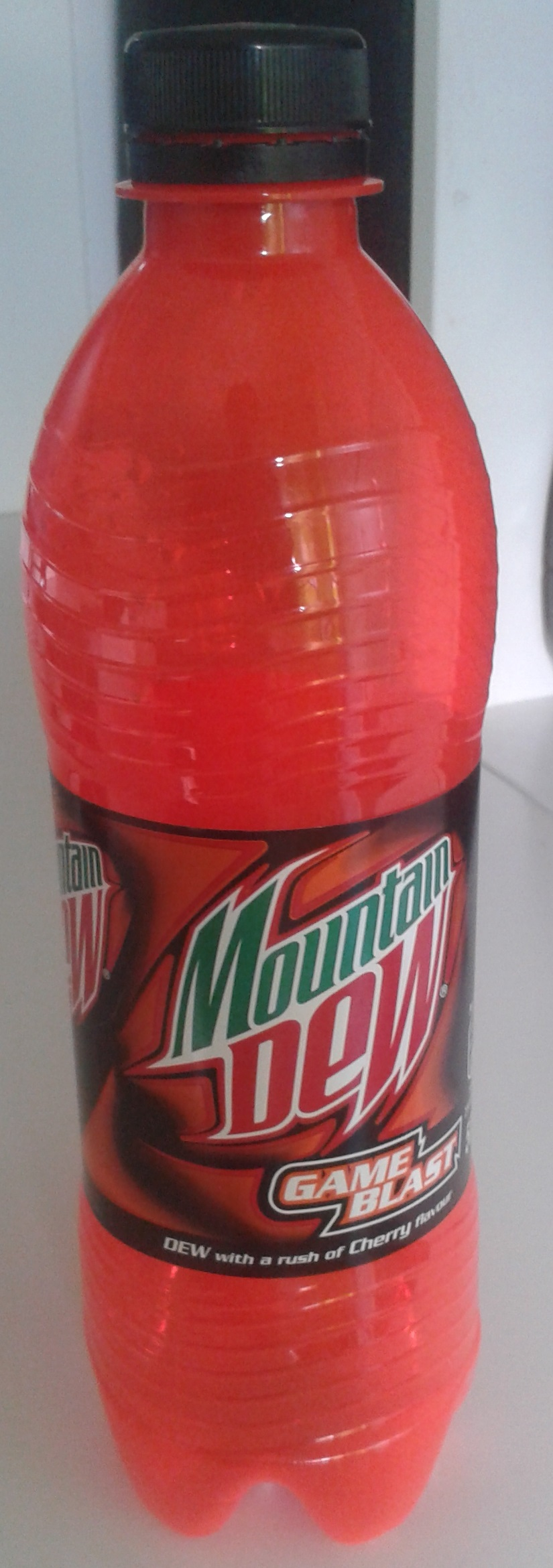
Mountain Dew Game Blast.
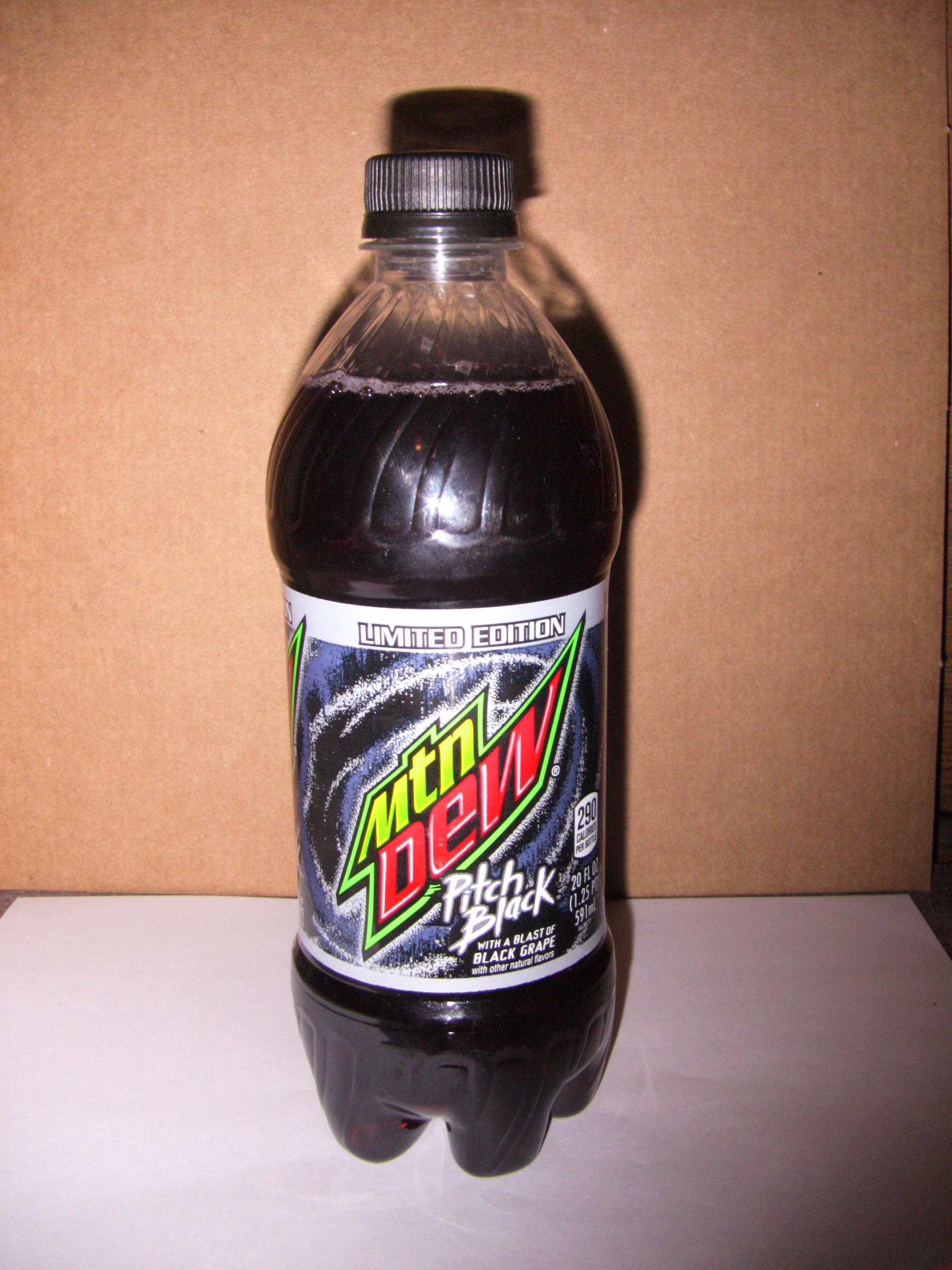
Mountain Dew Pitch Black.